# Grandi felini

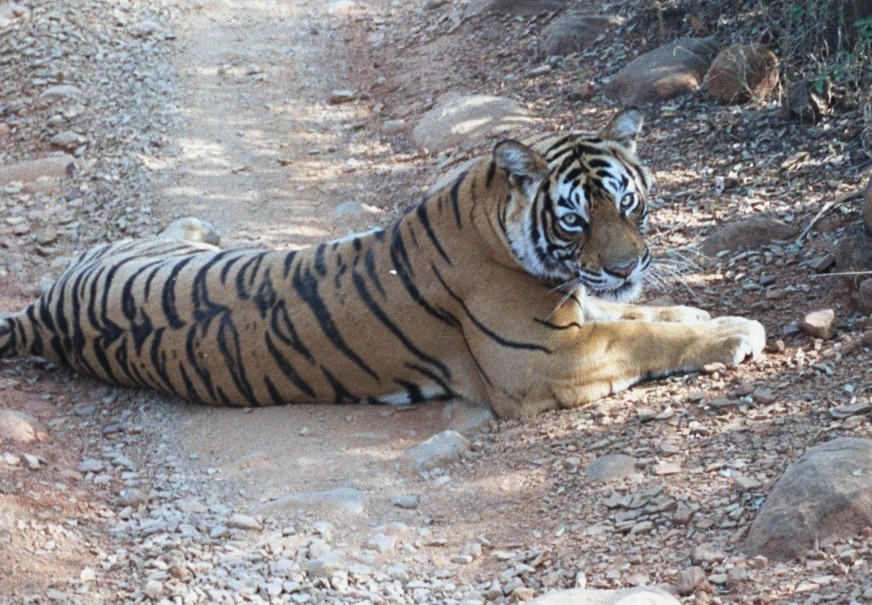
Tigre

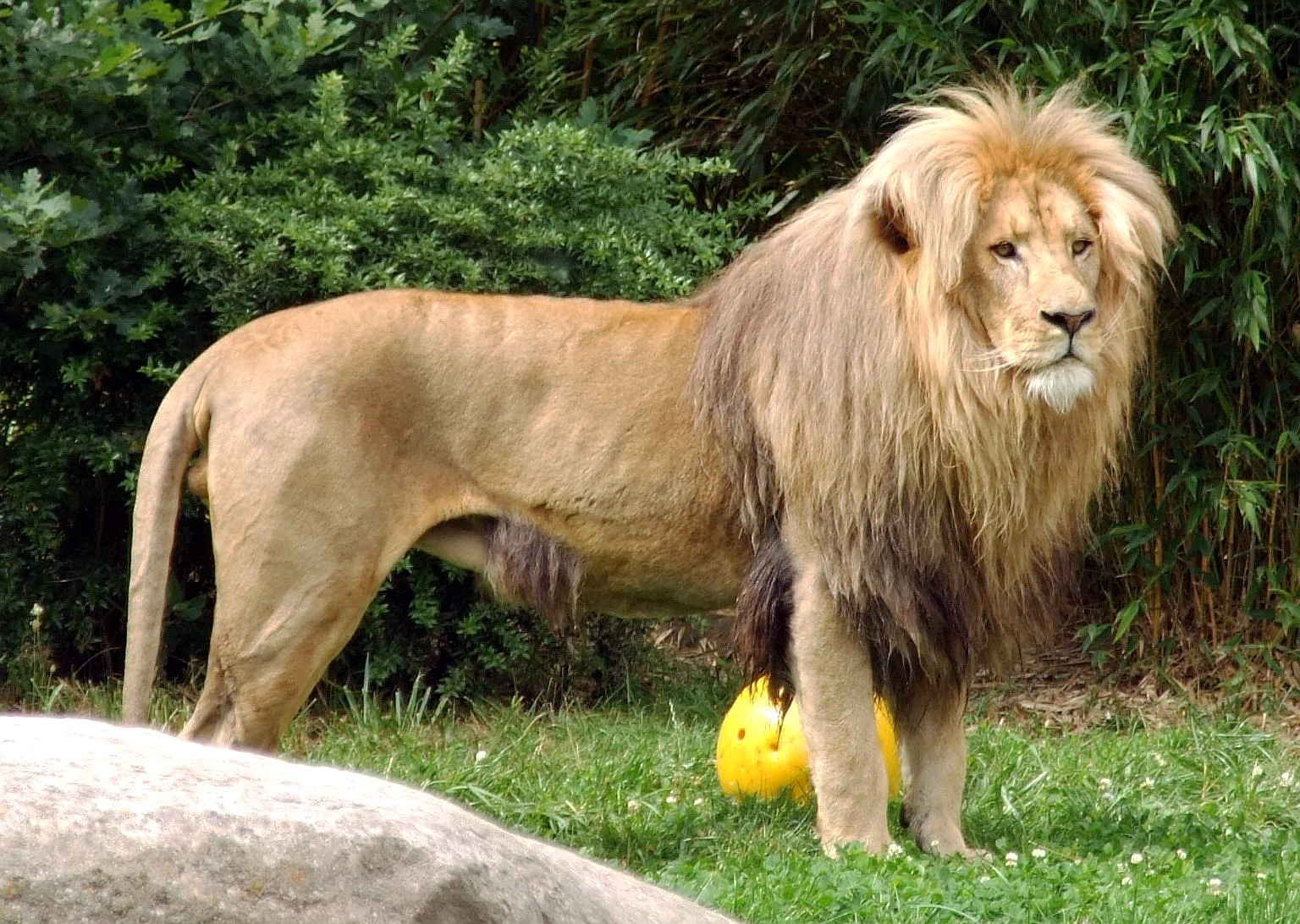
Leone

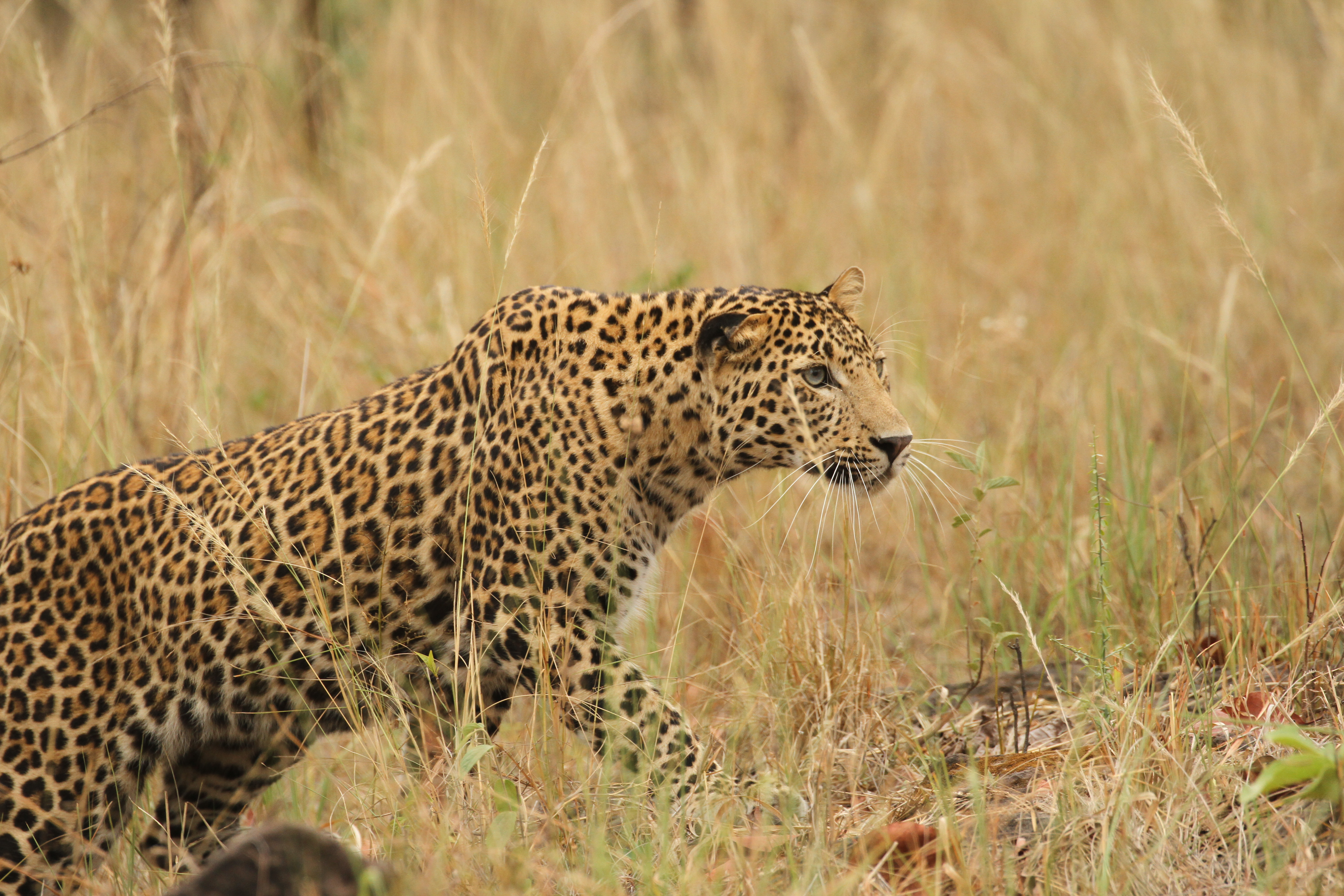
Leopardo

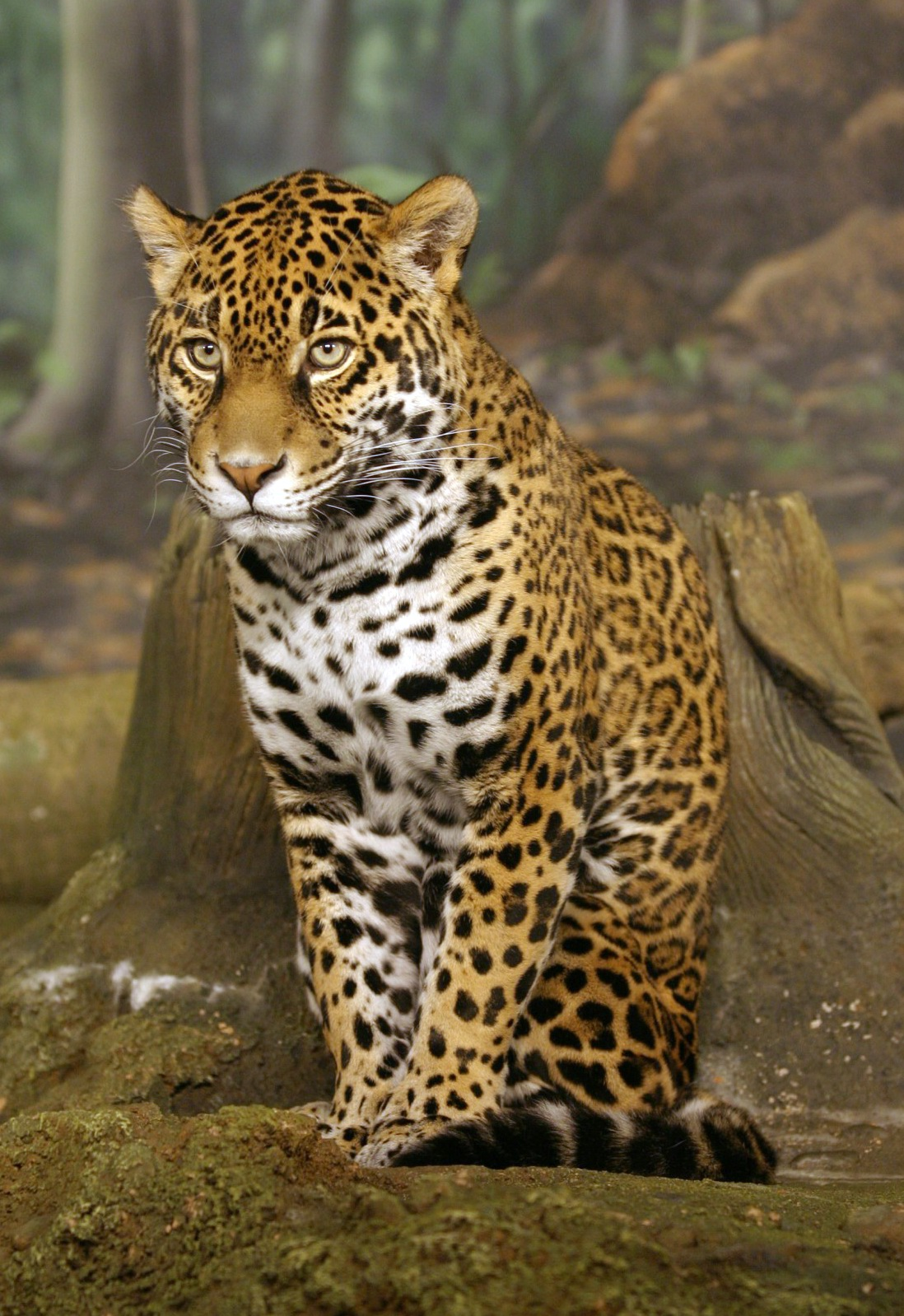
Giaguaro

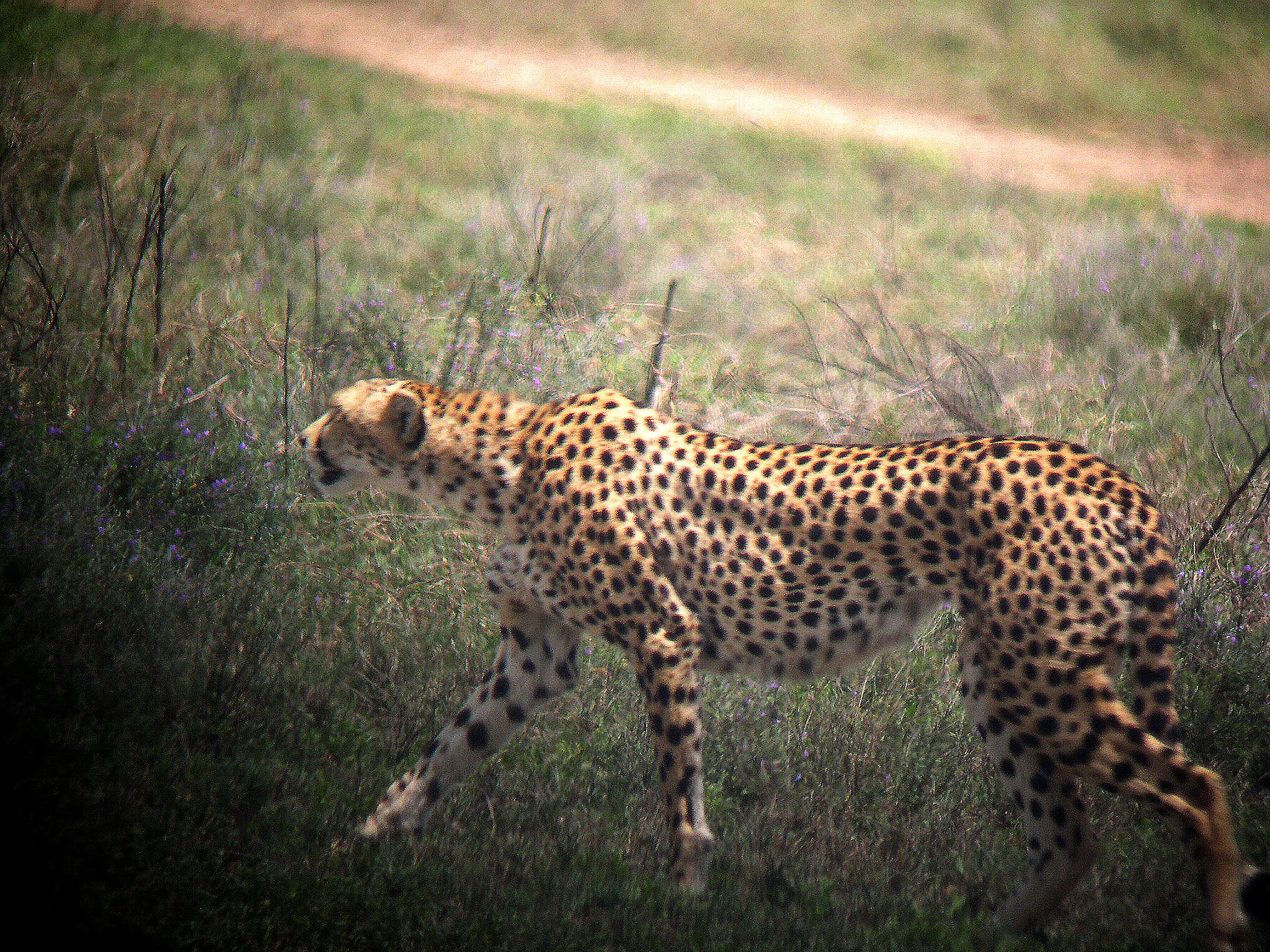
Ghepardo

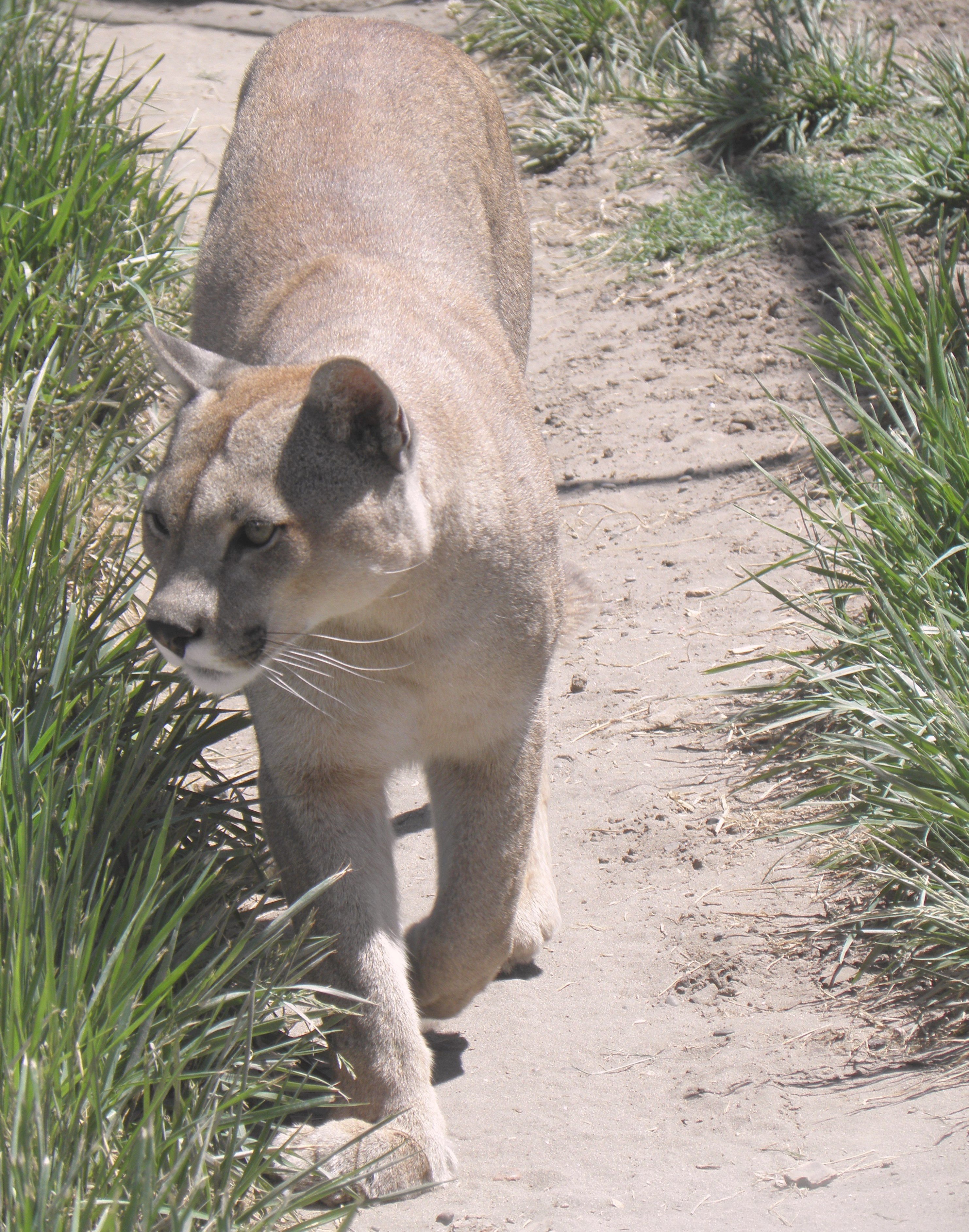
Puma

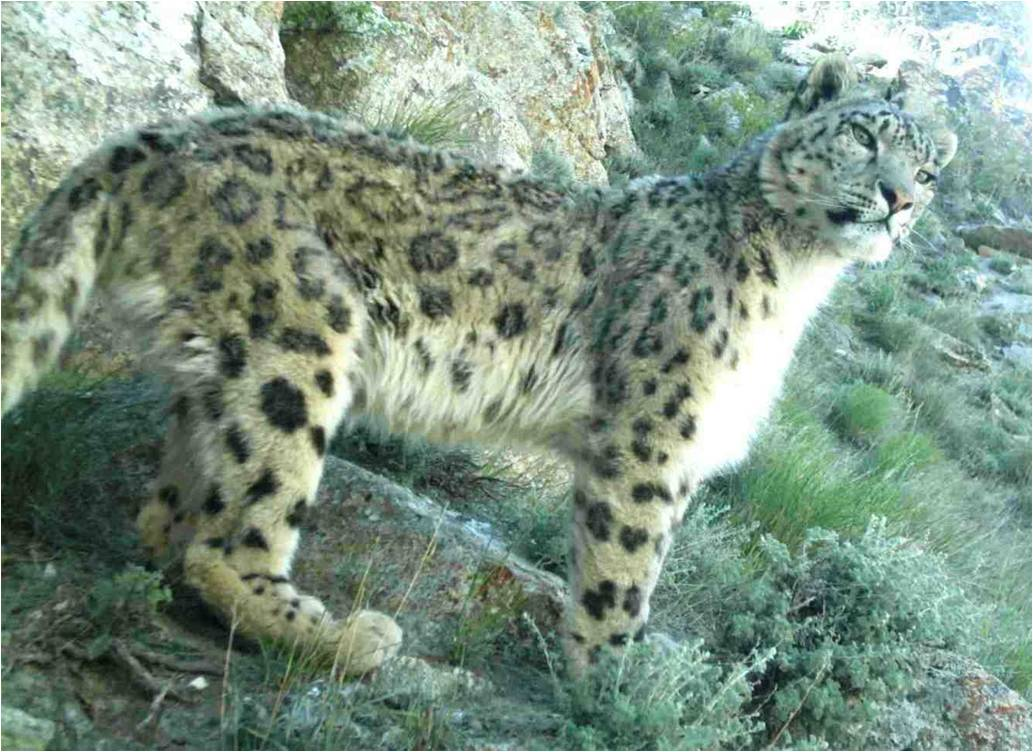
Leopardo delle nevi

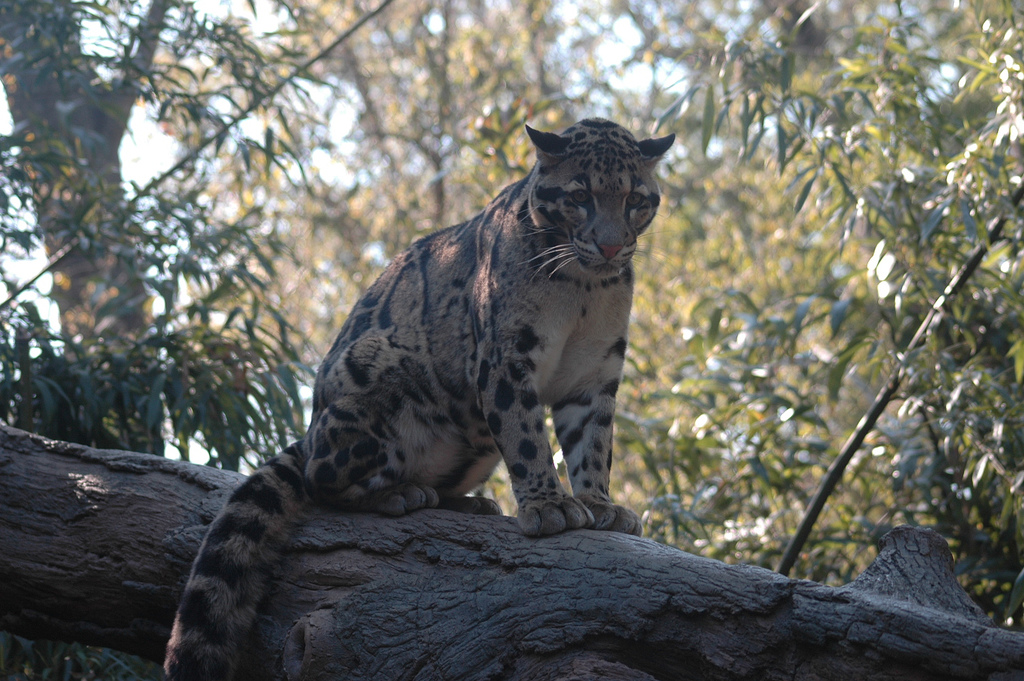
Leopardo nebuloso

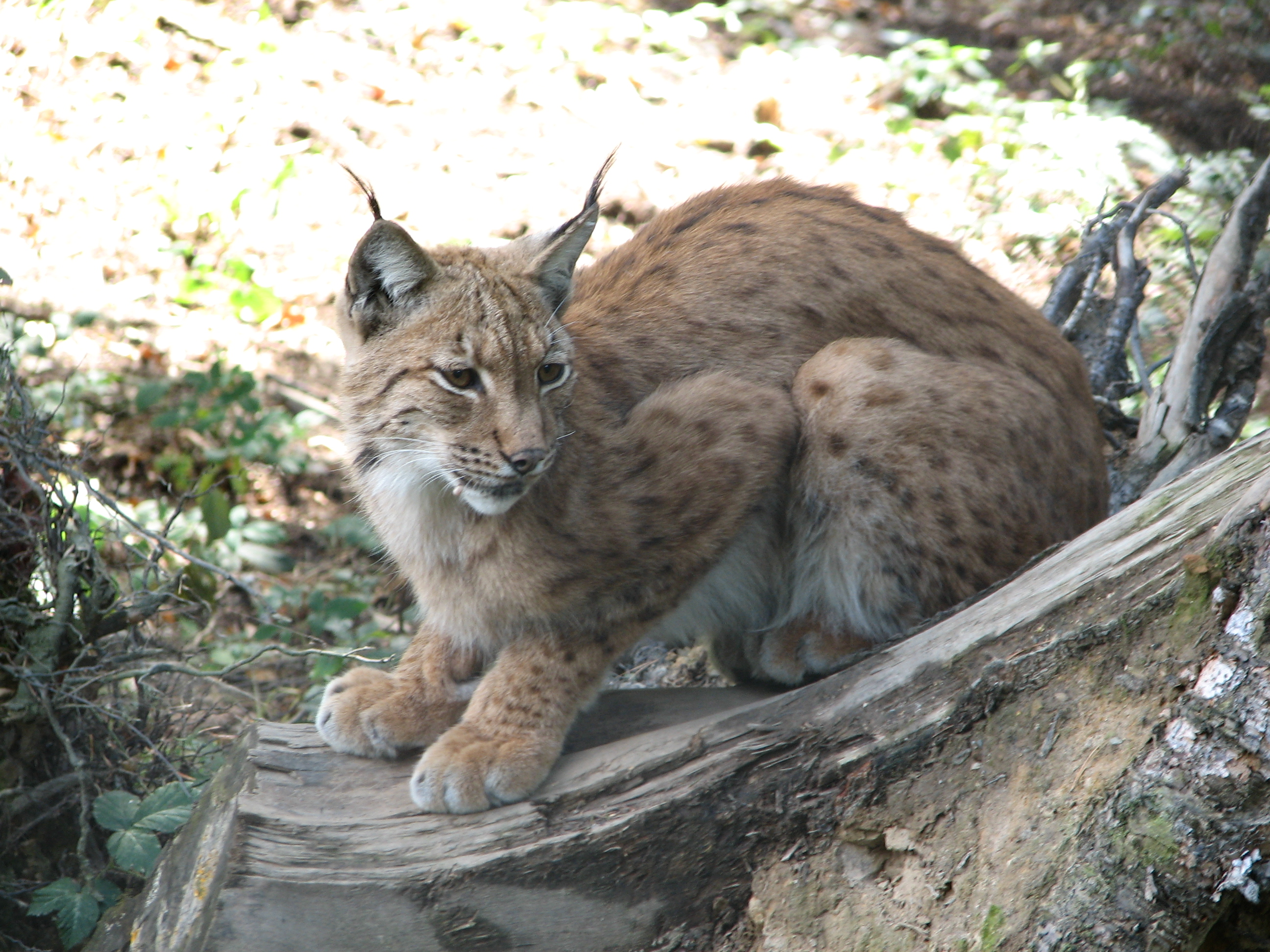
Lince eurasiatica

In biologia l'espressione grandi felini viene usata comunemente per riferirsi ai felidi del genere Panthera (tigre, leone, leopardo, giaguaro e leopardo delle nevi) e talvolta anche a un insieme più esteso che include ghepardo, puma,
leopardo nebuloso e lince eurasiatica.

## Aspetto e dimensioni
La testa è grande e larga, dalla forma arrotondata a causa del grande sviluppo dei muscoli masseteri. Le vibrisse sono tattili, la vista è ottima sia di giorno sia di notte, l'andatura è felpata e silenziosa e le lunghe zanne per sbranare e afferrare le prede. In proporzione, le orecchie sono piccole e gli occhi grandi. Il corpo è lungo e muscoloso, ben proporzionato, con un petto ampio, una larga cassa toracica e una forma longilinea; ciò non impedisce comunque ai felini di possedere una grande agilità (si pensi che il puma può spiccare balzi di 14,5 m). La coda è lunga e viene usata sia per mantenere l'equilibrio durante la corsa e l'arrampicata, sia per esprimere i propri stati d'animo; il leopardo delle nevi, che ha la coda molto lunga e folta, la utilizza anche a mo' di sciarpa, avvolgendola attorno al corpo nelle notti fredde per riscaldarsi. Le zampe sono in proporzione corte e molto muscolose, e le dita contengono al loro interno gli artigli retrattili, molto lunghi e affilati, che vengono tirati fuori solo durante l'attacco (per afferrare le prede) e per scalare gli alberi. Questo aspetto è comune a tutti i grandi felini, escluso il ghepardo; gli adattamenti alla velocità hanno differenziato il suo corpo rispetto agli altri suoi parenti: la corporatura è snella e asciutta, le zampe lunghe ed esili, la testa piccola e le unghie solo semi-retrattili. Anche la lince si discosta da questo aspetto generale: infatti le orecchie sono grandi, ornate di lunghi ciuffi peli di nero sulle punte, mentre la coda è molto corta.
Sono i felidi più grandi: si passa dai 3 q della tigre ai 30 kg del leopardo nebuloso. Ecco la lista delle dimensioni:
- tigre: 300 kg
- leone: 250 kg
- giaguaro: 150 kg
- puma: 120 kg
- leopardo: 90 kg
- leopardo delle nevi: 75 kg
- ghepardo: 60 kg
- lince eurasiatica: 40 kg
- leopardo nebuloso: 30 kg

## Abitudini
Escluso il leone (che vive in gruppo) ed eccezionalmente il ghepardo, i grandi felini sono tutti predatori solitari, che si incontrano con altri esemplari della loro specie solo durante il periodo della riproduzione.

## Caccia e dieta

### Tecniche di caccia
Sono cacciatori furtivi e pazienti, dei temibili carnivori, che si avvicinano silenziosamente alla preda (sfruttando il loro proverbiale passo felpato e la pelliccia che gli consente di mimetizzarsi) fino a una distanza critica, che varia da specie a specie; a questo punto scattano velocemente sulla preda, le balzano addosso e la uccidono o con un morso al collo o alla gola. Esistono delle eccezioni: i leoni possono sfruttare il lavoro di squadra offerto dalla vita di branco, mentre il ghepardo ha uno stile di caccia più attivo, sfruttando la sua incredibile velocità (110-120 km/h) per raggiungere le vittime. Le tigri preferiscono cacciare di nascosto sia nell'erba alta sia in acqua. I leopardi (e ogni tanto anche i puma e le linci) talvolta lanciano un attacco dagli alberi, appostandosi su di un ramo e calando poi sugli animali di passaggio, mentre i giaguari sono noti per il fatto che spesso catturano le vittime in acqua; allo stesso modo i leopardi nebulosi sono abilissimi nel carpire sugli alberi prede arboricole come scimmie e scoiattoli.

### Dieta
Quella che segue è la lista delle prede selvatiche preferite dalle varie specie:

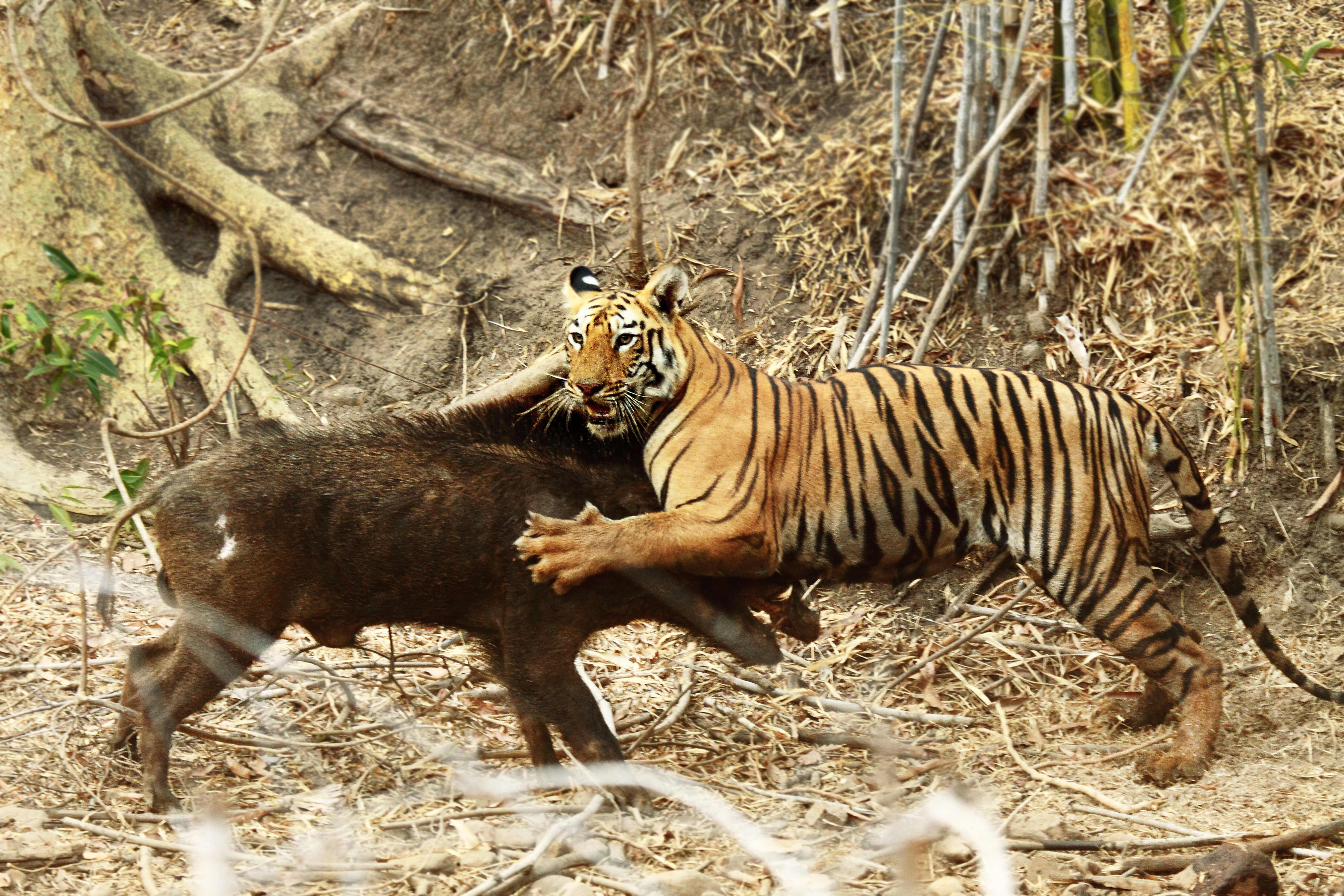
Tigre attacca un cinghiale.

- tigre: cervo pomellato, sambar, cinghiale, gaur, bufalo d'acqua, nilgau, antilope cervicapra, cervo nobile, saiga, alce, salmone, muntjak, tapiro dalla gualdrappa, orango di Sumatra, entello, lepre, coniglio, pavone, capriolo, sika, goral, cervo muschiato, tragulo maggiore, cuccioli di rinoceronte indiano ed elefante asiatico, leopardo, lupo, coccodrillo palustre, cuon;

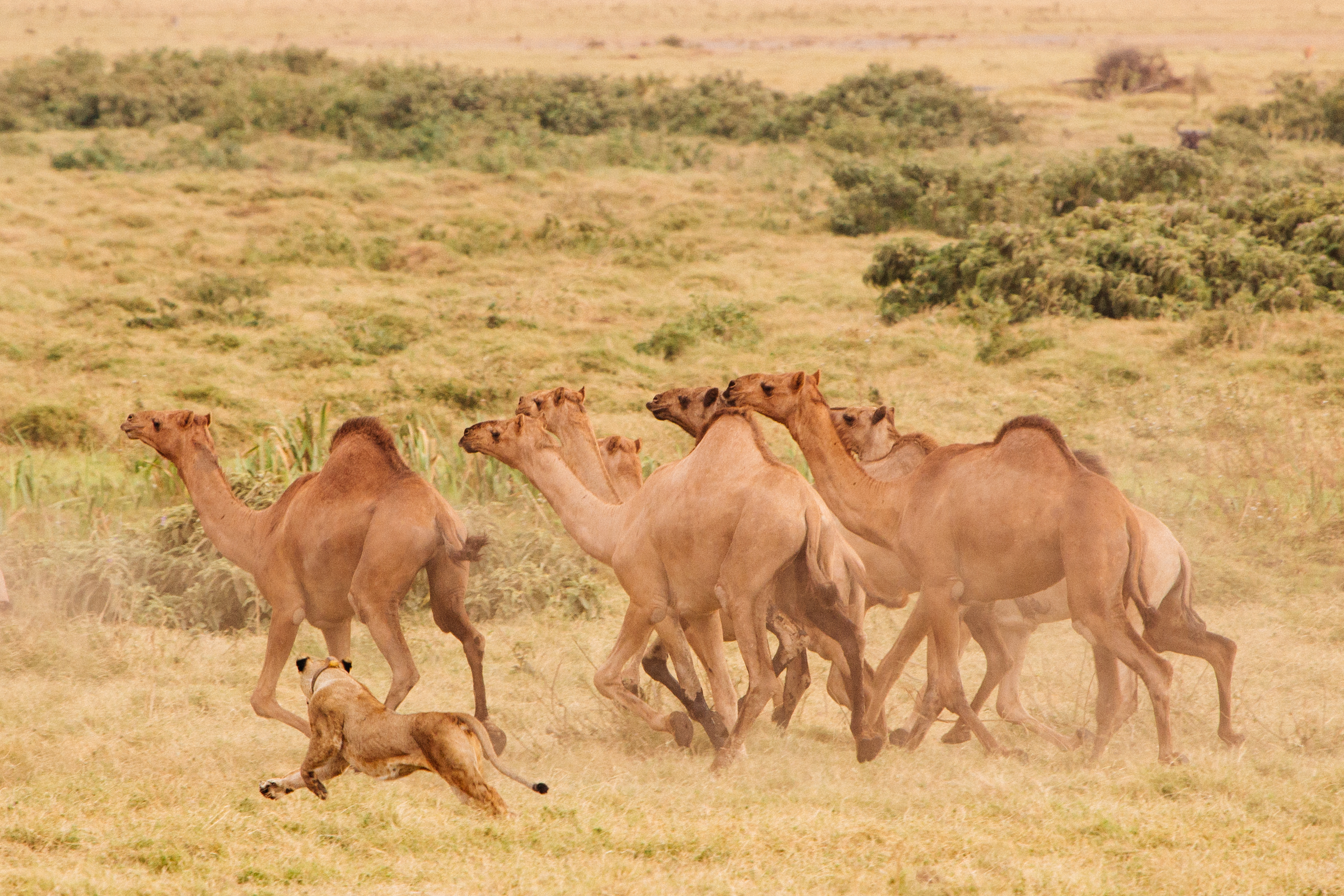
Leonessa insegue una mandria di dromedari.

- leone: gnu, impala, zebra, bufalo nero, facocero, nilgau, bufalo d'acqua, gazzella indiana, cinghiale, cervo pomellato, sambar, kudu maggiore, alcelafo, damalisco, orice gazzella, antilope alcina, gazzella di Thomson, springbok, lepre;

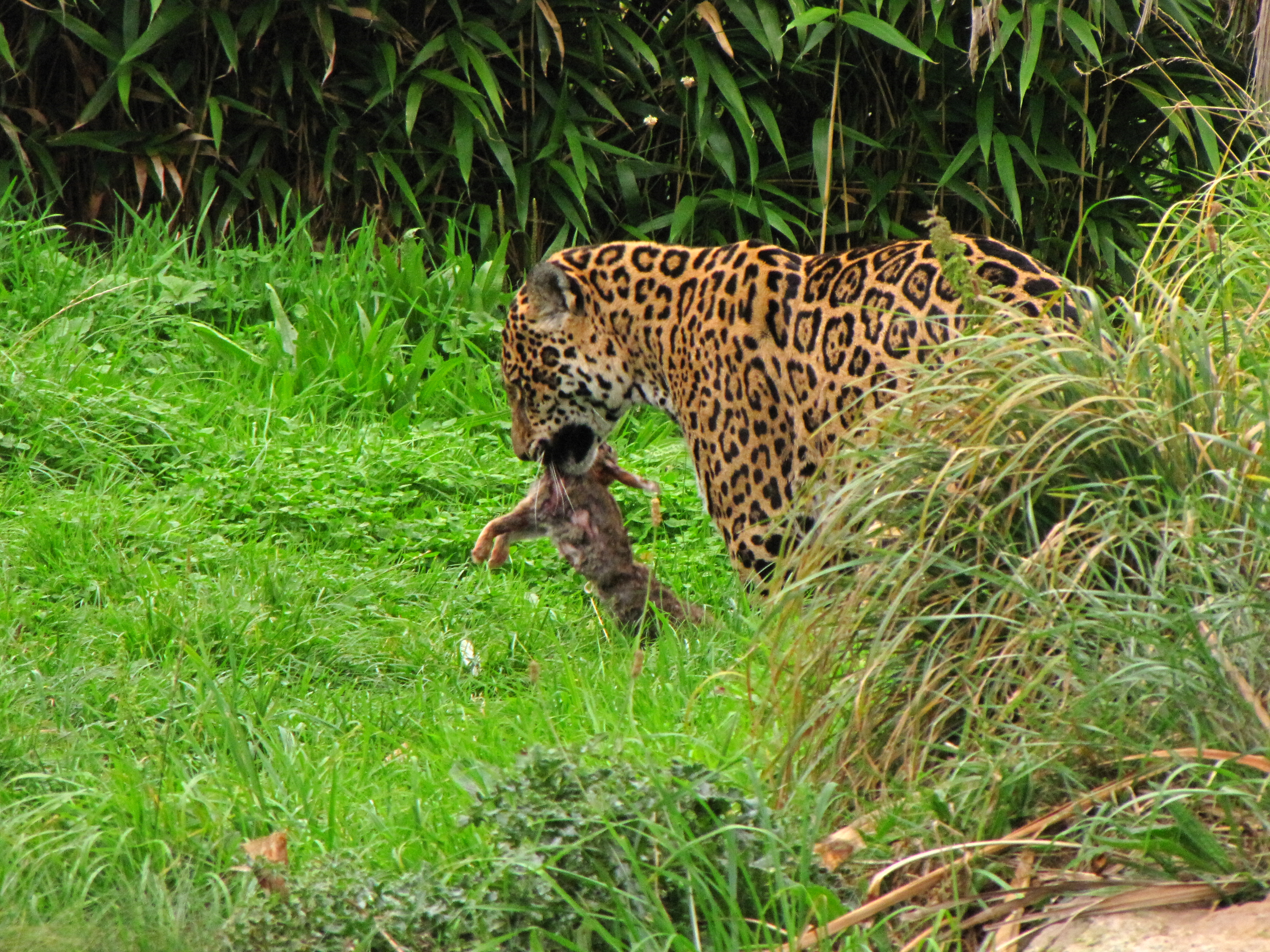
Giaguaro divora un coniglio.

- giaguaro: cervi, scimmie, bradipi, capibara, aguti, pecari, tapiro del Sud America, caimano, anaconda, arapaima;

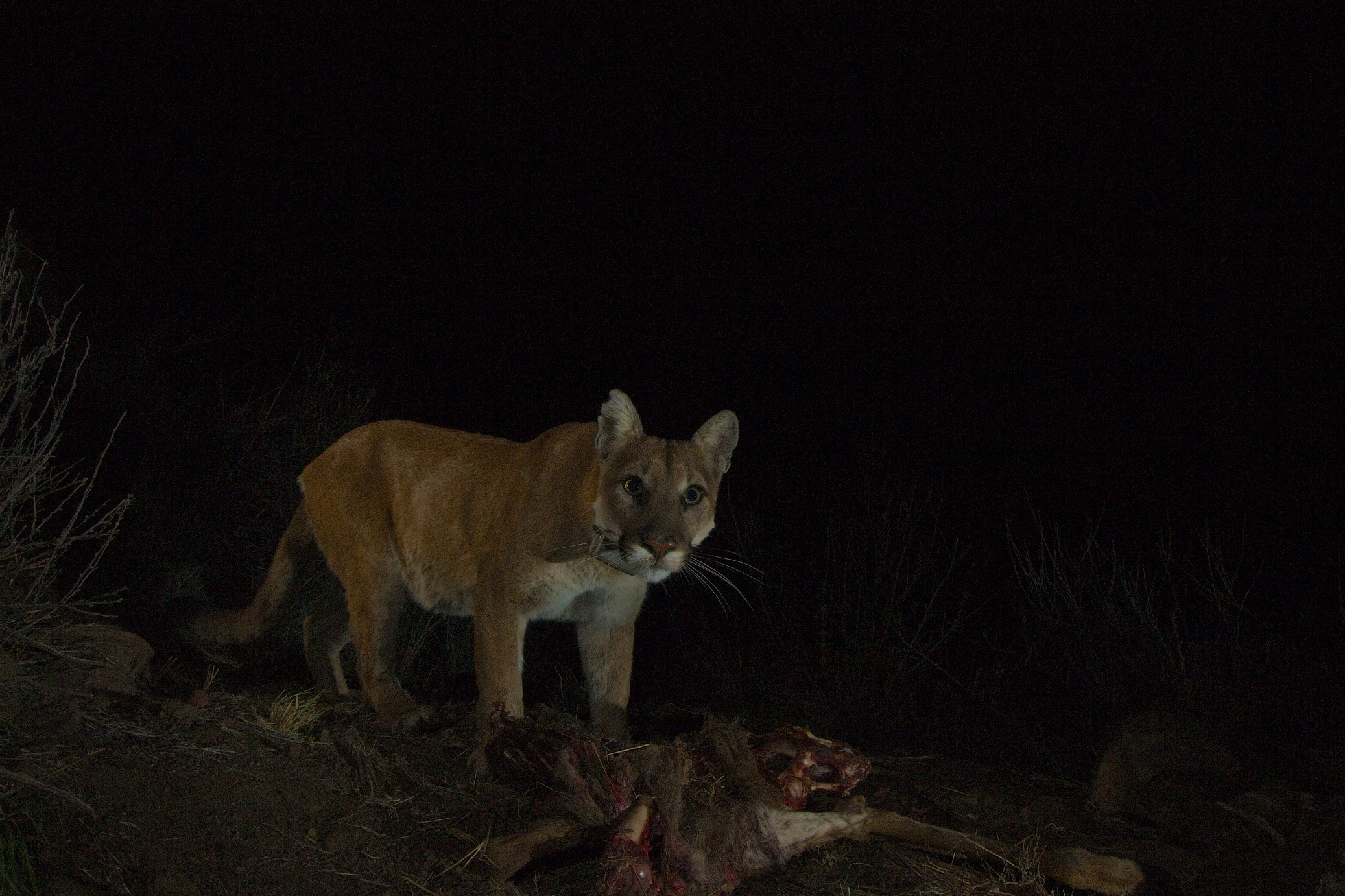
Puma divora un cervo mulo.

- puma: guanaco, cervo dalla coda bianca, cervo mulo, cuccioli di lama, wapiti, caribù, topi, ratti, moffetta, procione, castoro, opossum, coyote, lince rossa;

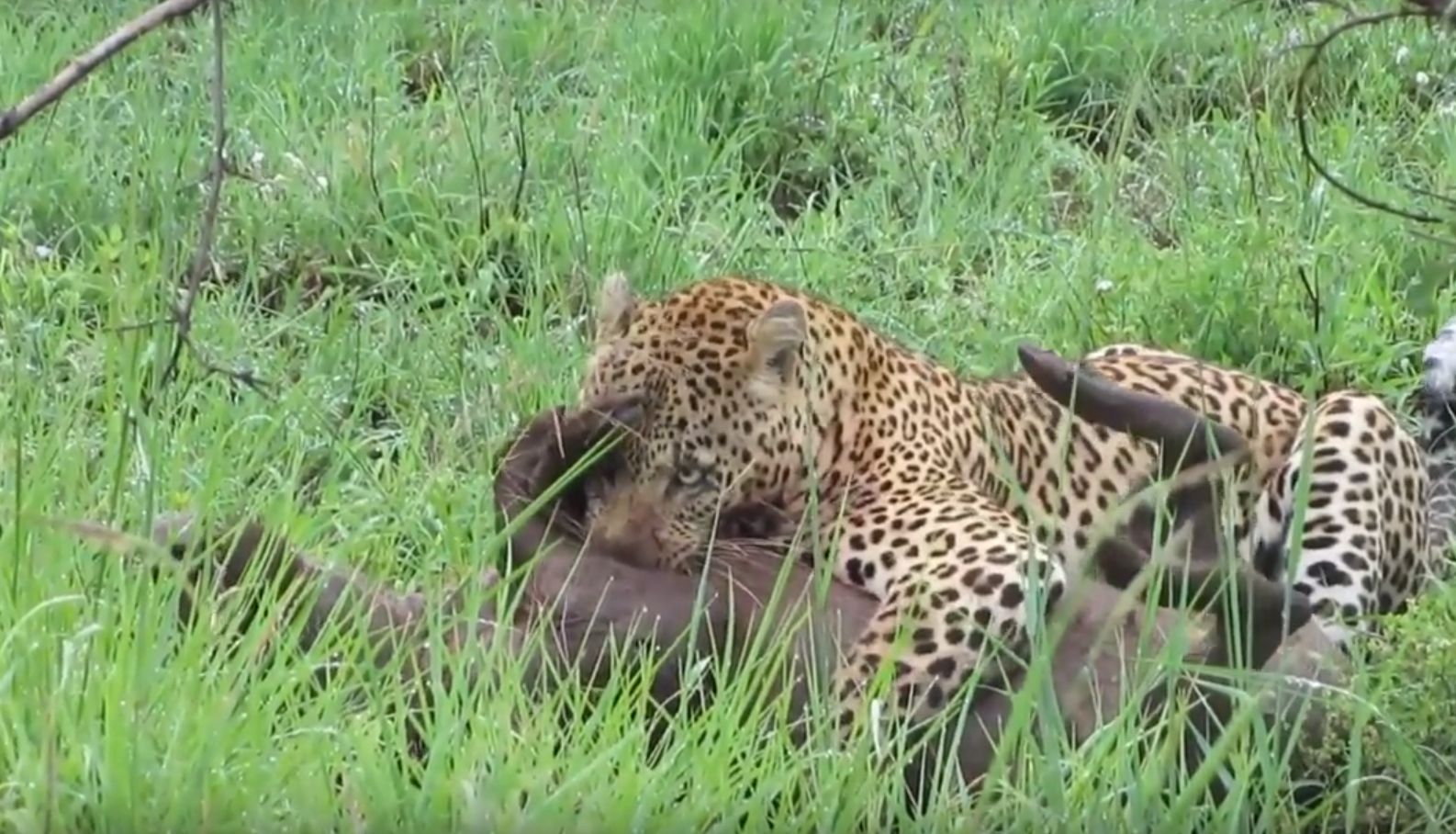
Leopardo uccide un facocero.

- leopardo: lucertole, procavie, gazzella di Thomson, gazzella di Grant, impala, cervicapra redunca, tragelafo striato, cobo, lichi, gnu, alcelafo, damalisco, facocero, springbok, sciacallo dalla gualdrappa, istrice, colobi, cercopitechi, potamocero, potamochero, babbuini, scimpanzé, stambecco, cinghiale, cervo pomellato, entelli, antilope cervicapra, muntjak, cervo dal ciuffo, zebra, orice, gerenuk, antilope alcina, ippopotamo pigmeo, kudu maggiore, cuccioli di giraffe, di leone, di iena maculata, di ghepardo, di licaone, di tigre, di orso malese, di lupo, di orso labiato e di dromedario, gorilla, mandrillo, sciacallo striato, lupo africano, lupo etiope, tasso del miele, caracal, servalo, macaco cinomolgo, gibbone cenerino, sambar, capricorno di Sumatra, sciacallo dorato, leopardo nebuloso, cervo nobile, gazzella gozzuta, urial, capra del Belzoar, topi, lepri, volpe rossa, pavone, scoiattoli, rane, pitone delle rocce indiano, coccodrillo marino, volpe del Bengala, gatto leopardo, cuon, bufalo d'acqua, sika, gazzella d'Arabia, tahr d'Arabia, capriolo, tasso, sambar dalla criniera, presbite di Giava;

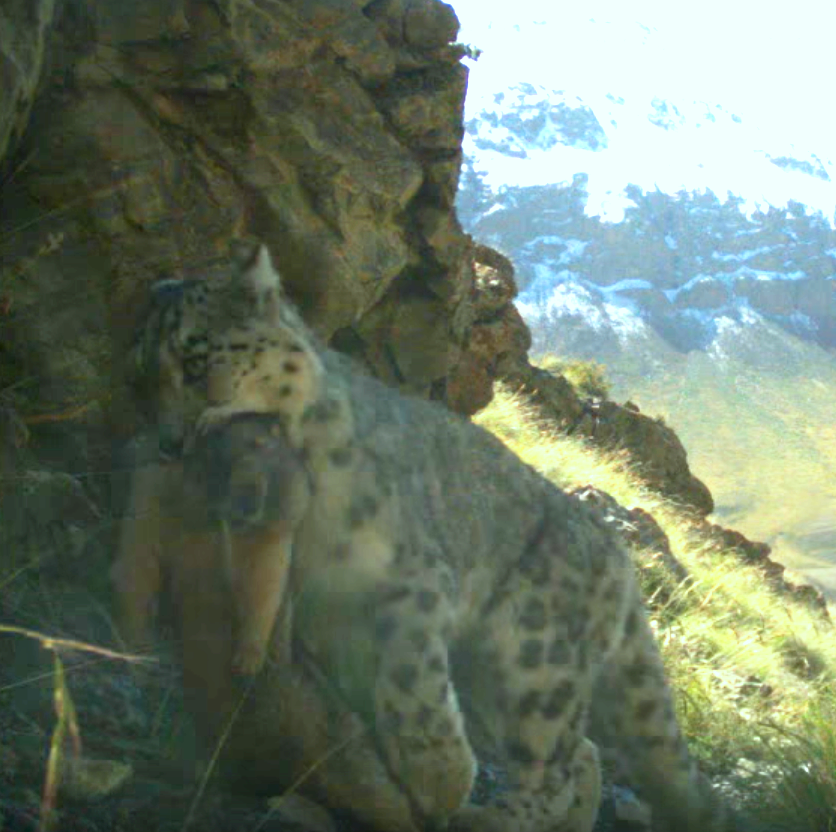
Leopardo delle nevi divora una marmotta dell'Himalaya.

- leopardo delle nevi: bharal, argali, stambecco siberiano, markhor, urial, thar dell'Himalaya, goral, cervo nobile, cinghiale, entello del Nepal, marmotta dell'Himalaya, lepre lanosa, pica, tetraogalli, chukar;

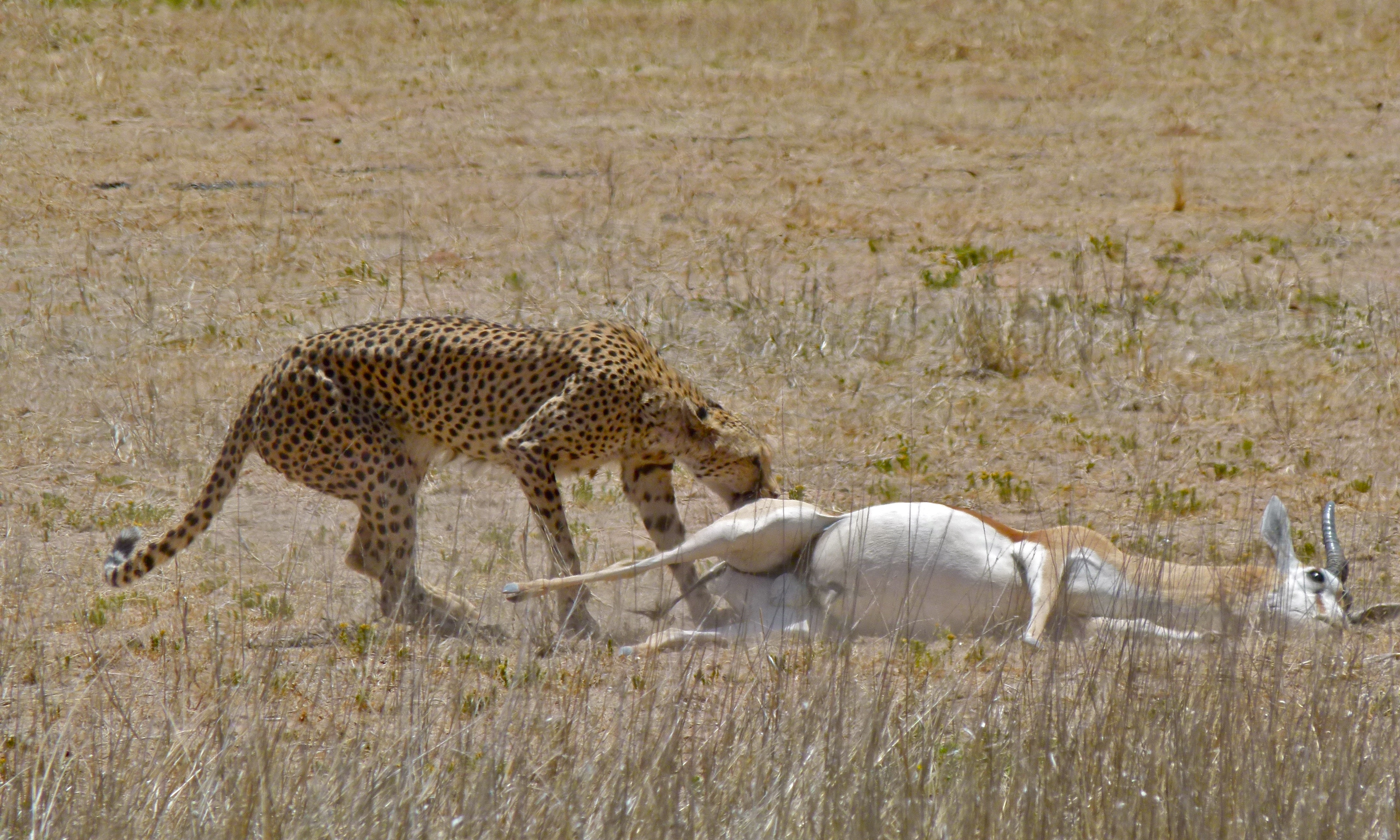
Ghepardo divora uno springbok.

- ghepardo: gazzella di Thomson, springbok, impala, urial, gazzella jebeer, gazzella subgutturosa, egagro, lepre del Capo;

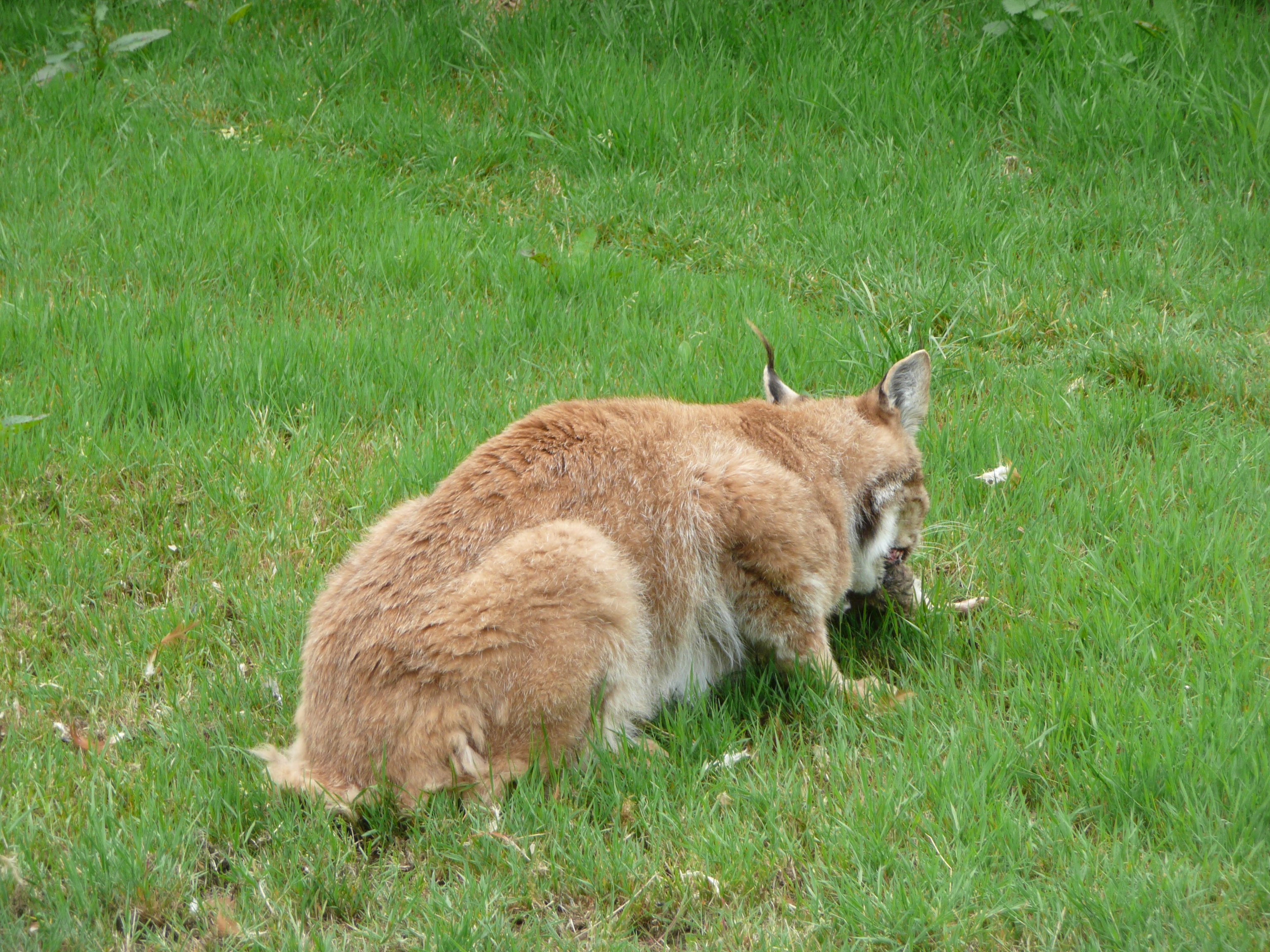
Lince divora una lepre.

- lince eurasiatica: lepre, mosco, coniglio, volpe, daino, capriolo, muflone, cuccioli di cervo nobile e di cinghiale, alce, renna;

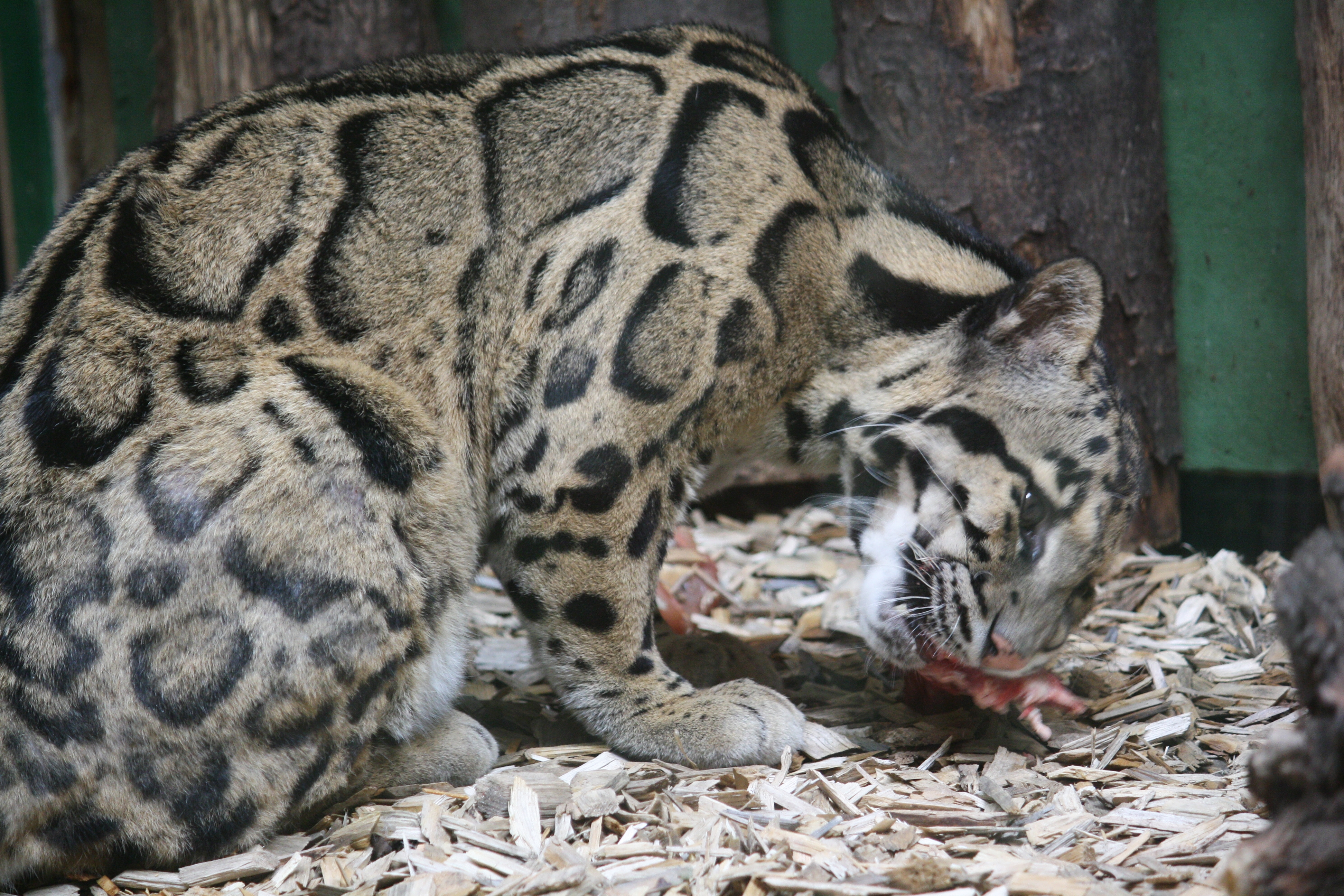
Leopardo nebuloso divora un uccello.

- leopardo nebuloso: macachi, gibboni, civette, cervi, istrici.